# Darsah

Arquipélago de Socotra.

Darsah é uma ilha pertencente ao Iémen, localizada entre Socotra e a Somália. Tem uma extensão de 16 km². Juntamente com as ilhas Abd al Kuri e Samhah, formam o conjunto conhecido como Os irmãos.